# Otto I. (Geldern)
Otto I. von Geldern (* um 1150; † nach dem 30. April 1207) war von 1182 bis 1207 Graf von Geldern und Zutphen.

## Leben
Otto war Sohn des Grafen Heinrich I. von Geldern und der Agnes von Arnstein. Er heiratete um 1185 Richardis von Scheyern-Wittelsbach (* 1173; † 1231), die Tochter des Herzogs Otto I. von Bayern.
Er nahm am Kreuzzug seines Kaisers Friedrich Barbarossa teil und zeichnete sich bei der Eroberung Ikonions besonders aus. Nach dem plötzlichen Tod des Kaisers zerfiel das Kreuzfahrerheer und etliche Kreuzfahrer kehrten in die Heimat zurück. Otto aber reiste mit einer Gruppe nach Syrien und Palästina weiter. Im Heiligen Land schloss er sich Guido von Lusignan, dem König von Jerusalem, an, der gerade die Stadt Akkon belagerte. Als sich die verlustreiche Belagerung von Akkon hinzog, reiste Otto 1190 wieder in die Heimat zurück. Er ist der einzige niederländische Adlige, dessen lebende Rückkehr vom Dritten Kreuzzug bezeugt ist.
Otto stritt häufig mit der Grafschaft Holland und wurde im Bistum Utrecht zurückgedrängt. Oft stand er auch gegen Brabant, verbündete sich mit Limburg und geriet dabei zeitweilig in Gefangenschaft. Er kämpfte gegen die Friesen und hielt weitgehend seine Positionen. Im deutschen Thronkrieg (ab 1198) stand er auf Seite der Staufer.
Otto I. von Geldern liegt im Kloster Kamp begraben.

## Nachkommen
Mit seiner Frau Richardis hatte Otto folgende Kinder:
- Adelheid (* 1187; † 1218) ⚭ 1197 Wilhelm I., Graf von Holland
- Gerhard IV. (* um 1185; † 1229), Graf von Geldern
- Otto I. (* 1195; † 1215), Bischof von Utrecht
- Ludwig, Dompropst zu Utrecht
- Irmgard († nach 1230) ⚭ 1210 Adolf I., Graf von der Mark
- Heinrich III. († 1198), Mitregent in Geldern ⚭ 1198 Adelheid  von Holland (* um 1186; † vor 1203)
- Margaretha († 1264) ⚭ Lothar II., Graf von Are-Hochstaden
- Mathilde († 28. Oktober 1247 oder später) ⚭ vor 11. Dezember 1215 Heinrich II., Graf von Nassau